# Weera Koedpudsa
Weera Koedpudsa (thail. นายวีระ เกิดพุดซา; Provincia di Nan, 1º luglio 1984) è un calciatore thailandese, portiere.

## Carriera

### Club
Koedpudsa vestì le maglie di Bangkok United e Muangthong United.

### Nazionale
Conta una presenze per la Thailandia. Fece parte della squadra che partecipò alla Coppa d'Asia 2007.